# ウィリー・ヴァンドゥワラ
ウィリー・F・ヴァンドゥワラ（Willy F. Vande Walle、1949年11月21日 - ）は、ベルギーの学者である。日本学、中国学を専門とする。

## 若年期と教育
ヴァンドゥワラはウェスト＝フランデレン州ルーセラーレで1949年11月21日に生まれた。ルーセラーレの小神学校でギリシャ語、ラテン語を学んだ。その後、国立ゲント大学で東洋の文献学と歴史を学び、1976年に東洋文献学で博士号を取得した。

## キャリア
ヴァンドゥワラはルーヴェン・カトリック大学の教員となり、日本語・日本文学、日本史、東アジア美術史、中国史、漢詩などを担当した。退職後は日本学の名誉教授となった。また、ヨーロッパ日本研究協会が主導するプロジェクトのベルギーにおけるコーディネーターを務めた。なお、日本資料専門家欧州協会（EAJRS）の会長を務めている。

## 賞と栄誉
- 2000年 - 国際交流奨励賞（国際交流基金）[4]
- 2000年 - 勲三等旭日中綬章[1]
- 2016年 - 第25回山片蟠桃賞（大阪府）[5]

## 主な著書
- 1987年 - Stratification in Verbiest's Works: The Astronomia Europaea and the Memorials（フェルビーストの作品における階層: アストロノミア・エウロペアと記念碑）
- 1989年 - Takakura – Habits de la cour impériale du Japon / Keizerlijke gewaden uit Japan (with Muneyuki Sengoku). Brussels: Europalia Foundation International.
- 1989年 - De dag van het slaatje Tielt: Drukkerij-Uitgeverij Lannoo - 俵万智『サラダ記念日』のオランダ語訳
- 1989年 - Splendeur du théâtre No / Luister van het No-theater（能舞台の輝き） (with Eileen Kato, Tomoyuki Yamanobe & Shozo Masuda). Brussels: Europalia Foundation International.
- 2001年 - Dodonæus in Japan: Translation and the Scientific Mind in the Tokugawa Period（日本におけるドドネウス: 徳川時代における翻訳と科学思考） (with Kazuhiko Kasaya). Leuven: Leuven University Press. ISBN 978-90-5867-179-0; OCLC  49539599 -- simultaneously published in Kyoto: International Research Center for Japanese Studies.
- 2003年 - The History of the Relations Between the Low Countries and China in the Qing Era (1644-1911) （清時代(1644-1911)における中国とネーデルラントの関係史） with Noël Golvers. Leuven Chinese Studies XIV. Leuven: Leuven University Press.  ISBN 978-90-5867-315-2
- 2005年（編集）- Japan & Belgium: Four Centuries of Exchange.（日本とベルギー: 交流の4世紀） Brussels: Commissioners-General of the Belgian Government at the Universal Exposition of Aichi 2005, Japan.
- 2007年 - Een geschiedenis van Japan: Van samurai tot soft power（日本の歴史: 侍からソフトパワーへ）